# Marine Küstenpolizei
La Marine Küstenpolizei, abrégé MKP, est une unité de police militaire allemande rattachée à la Kriegsmarine pendant la Seconde Guerre mondiale. Elle est chargée de la garde des installations de défense côtière et du maintien de l’ordre au sein des bases navales.

## Historique
La Marine Küstenpolizei est formée en 1940 après la conquête du Danemark et de la Norvège par le Troisième Reich, qui a pour conséquence d’augmenter considérablement la longueur des côtes à protéger. Afin de remplir les rangs est organisé au cours des mois d’avril et de mai 1940 le transfert d’une partie des effectifs de la Wasserschutzpolizei (WSP) civile vers la MKP.

## Recrutement
À la fondation de l’unité, les membres sont recrutés exclusivement au sein de la Wasserschutzpolizei. Il s’agit d’une pratique courante au sein des unités de police militaire, la Feldgendarmerie privilégiant également les recrues issus de la police civile. Dans certains cas, le transfert de la WSP à la MKP concerne des vedettes (Hafenboot) complètes avec leur équipage.

## Missions
À l’intérieur du territoire national, la Marine Küstenpolizei est chargée de la surveillance des zones côtières et des ports maritimes. Elle dispose des mêmes attributions dans les régions occupées, mais son autorité s’y étend également aux rivières et aux lacs. Les principales missions sont le maintien de l’ordre au sein des équipages des navires aux ports et des unités basées à terre, ainsi que la surveillance des côtes contre les tentatives d’incursion ou de fuite. Les missions plus mineures incluent le transport de prisonniers, la surveillance des installations navales et la protection des pêcheries.

## Uniforme

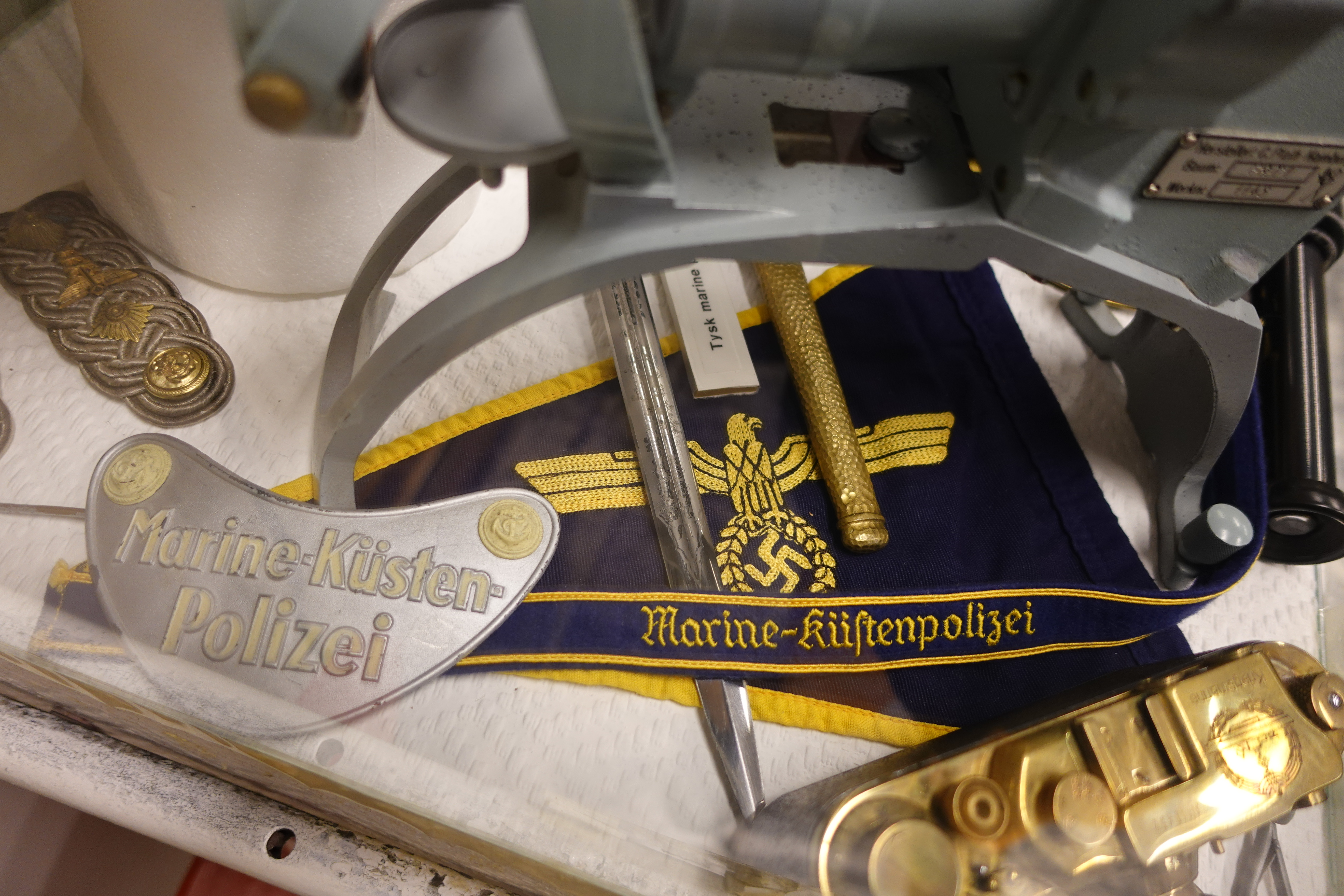
À gauche, le hausse-col de la Marine Küstenpolizei et, au centre, la bande portée au bas de la manche gauche.

Il existe pendant un peu plus d’un an après la formation de l’unité une certaine variété dans les uniformes. Le personnel étant issu de la Wasserschutzpolizei, c’est l’uniforme de cette unité de police civile qui est généralement porté ; toutefois les membres de la WSP qui sont également réservistes de la Kriegsmarine doivent porter à la place l’uniforme militaire. La même règle s’applique par ailleurs aux insignes, notamment de grades, à l’exception toutefois de l’emblème national porté sur le côté droit de la poitrine, qui doit être remplacé sur les uniformes de la WSP par l’aigle de la Kriegsmarine. Pour permettre leur identification, les membres portent au bas de la manche gauche une bande bleu marine à bordure jaune avec l’inscription Marine Küstenpolizei en lettres gothiques de la même couleur.
Un uniforme commun est introduit à compter du 24 juillet 1941. La base de celui-ci est identique à l’uniforme standard de la Kriegsmarine, mais des éléments doivent permettre d’identifier les policiers. Le principal est le hausse-col caractéristique des unités de police militaire allemande : une demi-lune en métal peinte en gris clair, avec l’inscription Marine-Küsten-Polizei sur deux lignes en blanc-jaune et un bouton décoré d’une ancre à chaque extrémité du croissant. À la différence toutefois du hausse-col de la Feldgendarmerie et autres unités de police, celui-ci ne se porte généralement pas autour du cou, mais à l’aide d’une agrafe sur le côté droit de la poitrine, sous l’emblème national ; ce n’est que lorsque le policier porte un pardessus que le hausse-col est doté de sa chaîne et porté autour du cou,. L’insigne de la WSP, brodé en jaune ou doré, continue d’être porté sur le haut de la manche gauche, de même que la bande en bas de cette même manche.